# بخش ناردفچاتسکی
بخش ناردفچاتسکی (به لاتین: Narovchatsky District) یک منطقهٔ مسکونی در روسیه است که در استان پنزا واقع شده‌است.